# José Francisco Xavier de Salazar y Mendoza
José Francisco Xavier de Salazar y Mendoza (Mérida, Nueva España, España (actual México)1750–1802) fue un retratista novohispano conocido por ser el primer pintor de importancia en trabajar en Nueva Orleans en época de la Luisiana española.

## Biografía
Salazar nació de Salvador de Salazar y Feliciana Ojeda y Bázquez en la península de Yucatán en Mérida, México. Asistió a la Academia de San Carlos en la Ciudad de México. En 1782, se mudó a Nueva Orleans con su esposa, María Antonia Magaña (m. 1793) y sus dos hijos, un hijo, José, y una hija, Francisca de Salazar y Magaña, quienes se convirtieron en artistas. Poco después de mudarse. tuvieron otro hijo, José Casiano. En 1788, su casa fue destruida por un incendio y la familia se mudó al edificio de una iglesia. 
Salazar es considerado el pintor más destacado de la Luisiana colonial española. Pintó los retratos de muchos ciudadanos prominentes de la Luisiana colonial, incluidos miembros de la iglesia, el gobierno y el ejército. Algunos de sus modelos más conocidos incluyen a Sebastián Calvo de la Puerta y O´Farrill, Don Carlos Trudeau Laveau, Joseph Montegut, Ignacio Balderas, Don Almonaster y Rojas y el obispo Luis Ignatius Cárdenas y Peñalver, entre otros
En 1791, la familia vivía en St. Philip Street, cerca de la Catedral de St. Louis, donde nació su hijo menor, Ramón Rafael de la Crus.  Salazar murió el 15 de agosto de 1802.

## Estilo
Sus pinturas, retratos en su mayoría, están en el estilo barroco tardío que fue favorecido en Nueva España  y muestran la influencia de los estilos provinciales mexicanos. La historiadora del arte Judith Bonner cree que la hija de Salazar, Francisca, trabajó con él debido a ciertas inconsistencias en el dibujo y la pintura encontradas en su trabajo. Su uso de veladuras transparentes y fondos oscuros ha sido comparado con Goya.
El trabajo de Salazar se encuentra en muchos museos. Está incluido en la colección del Museo Estatal de Luisiana,  la colección del Museo de Arte de Newcomb,  el Museo de Arte de Worcester, y la Sociedad Histórica de Pensilvania, entre otras instituciones.

## Obras notables

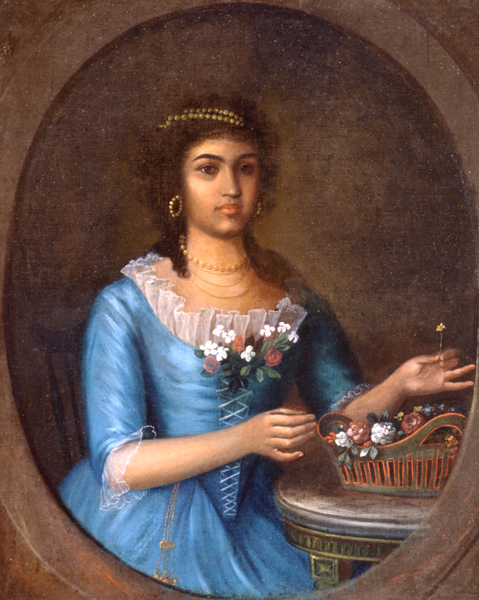
Retrato de Marianne Celeste Dragon or Dracos, c. 1795
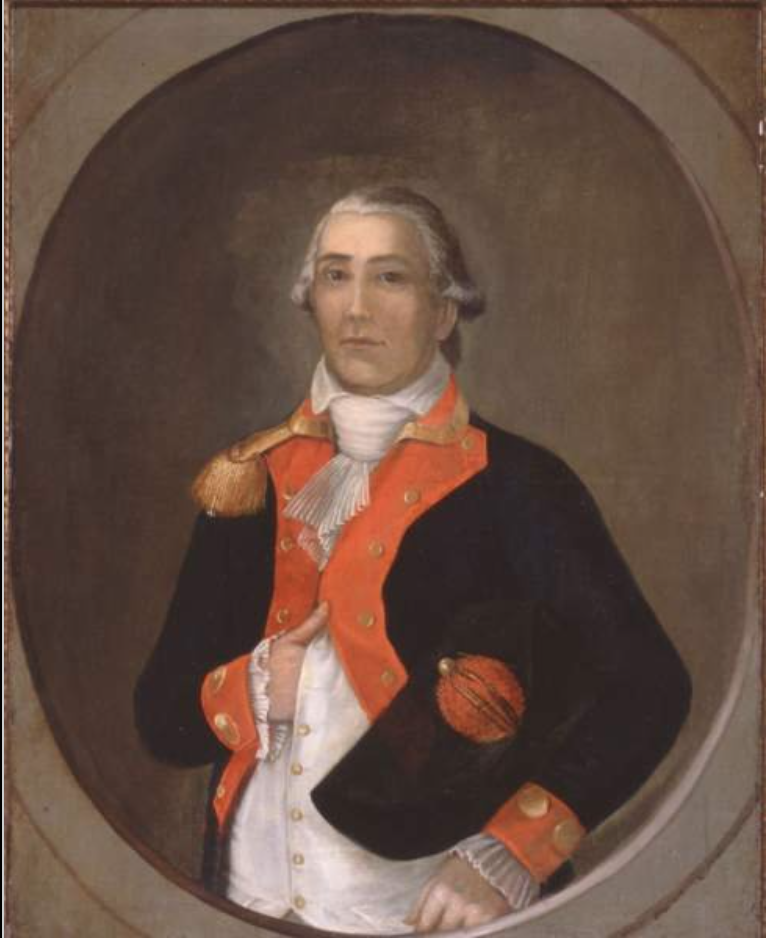
Retrato del teniente Michel Dragon, padre de Marianne Celeste Dragon, c. 1810
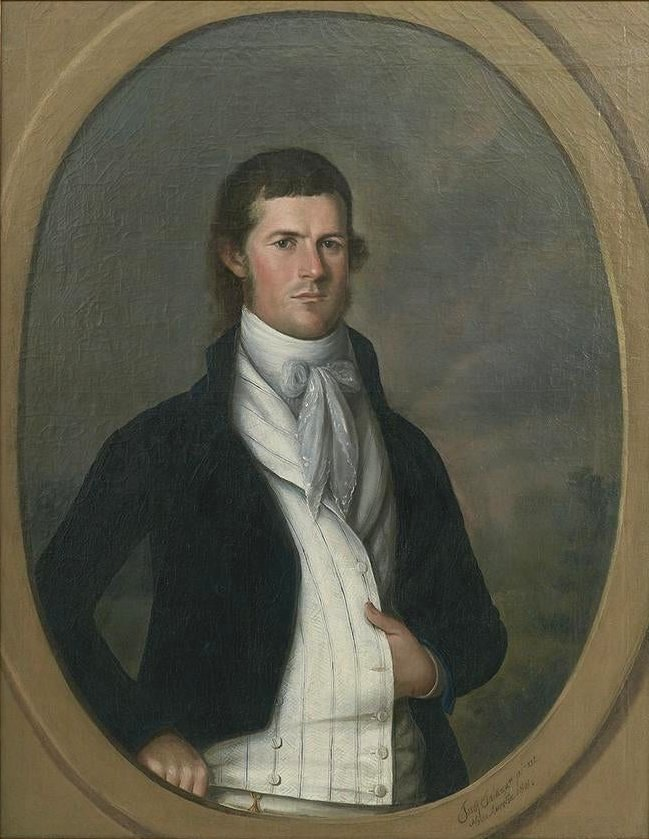
Retrato del capitán Anthony Knapp, c. 1801
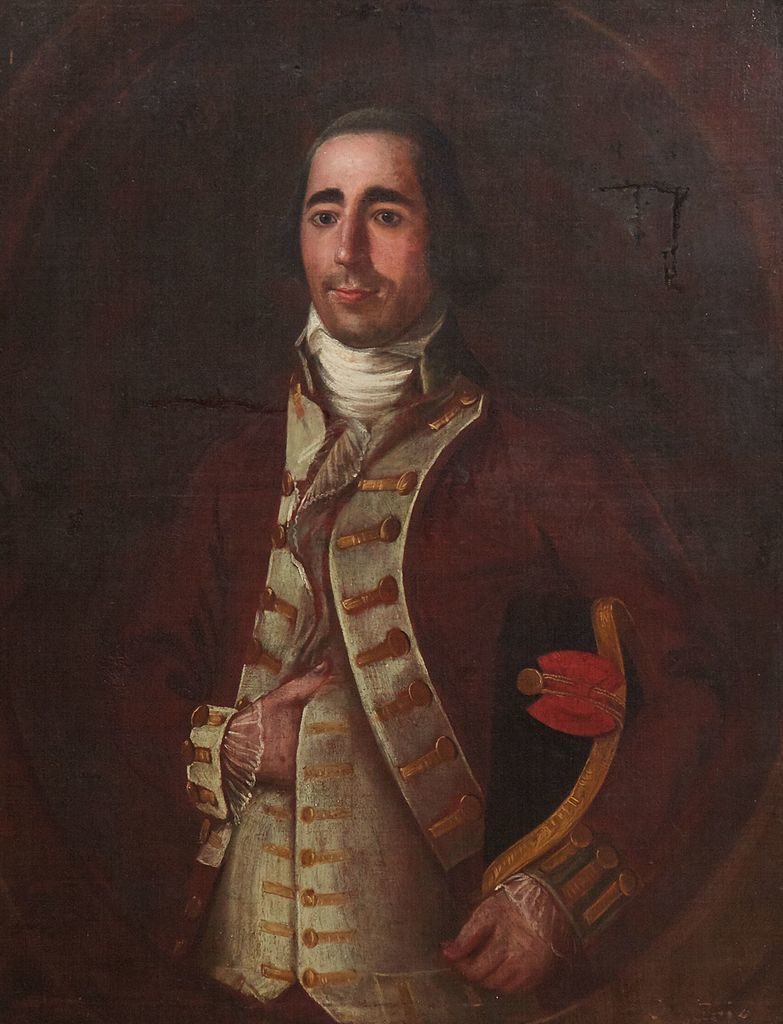
Retrato de Matías Francisco Alpuente y Ruiz, c. 1785–1795
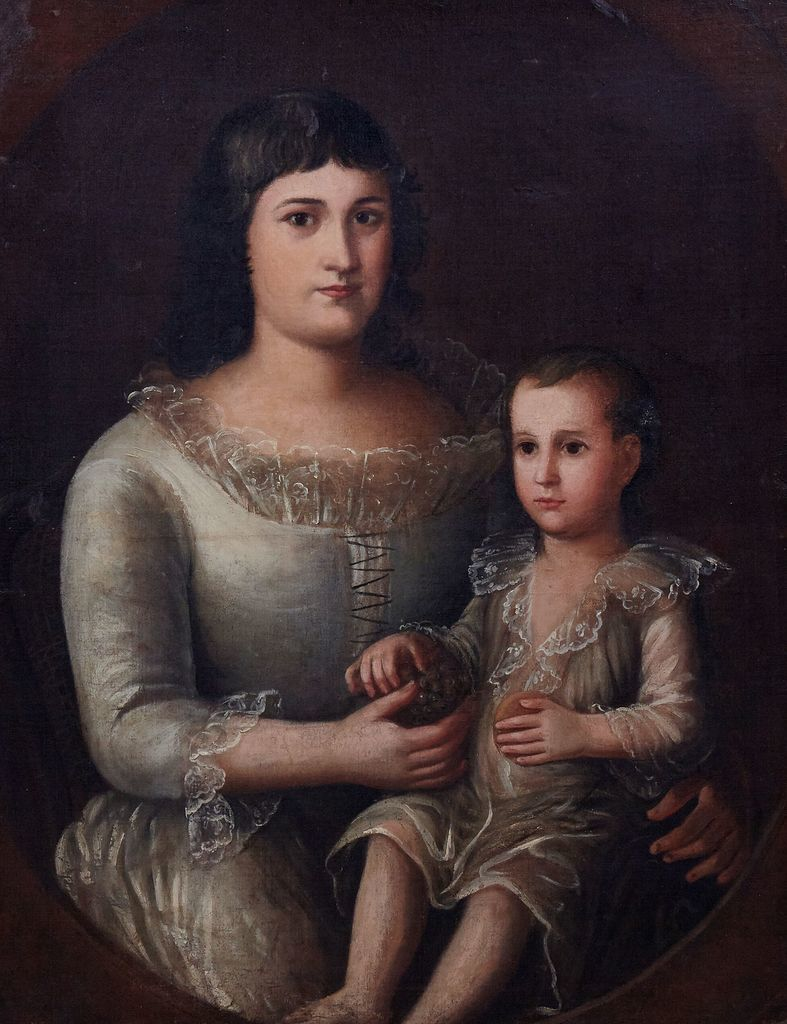
Retrato de madre con niño, c. 1785–1795
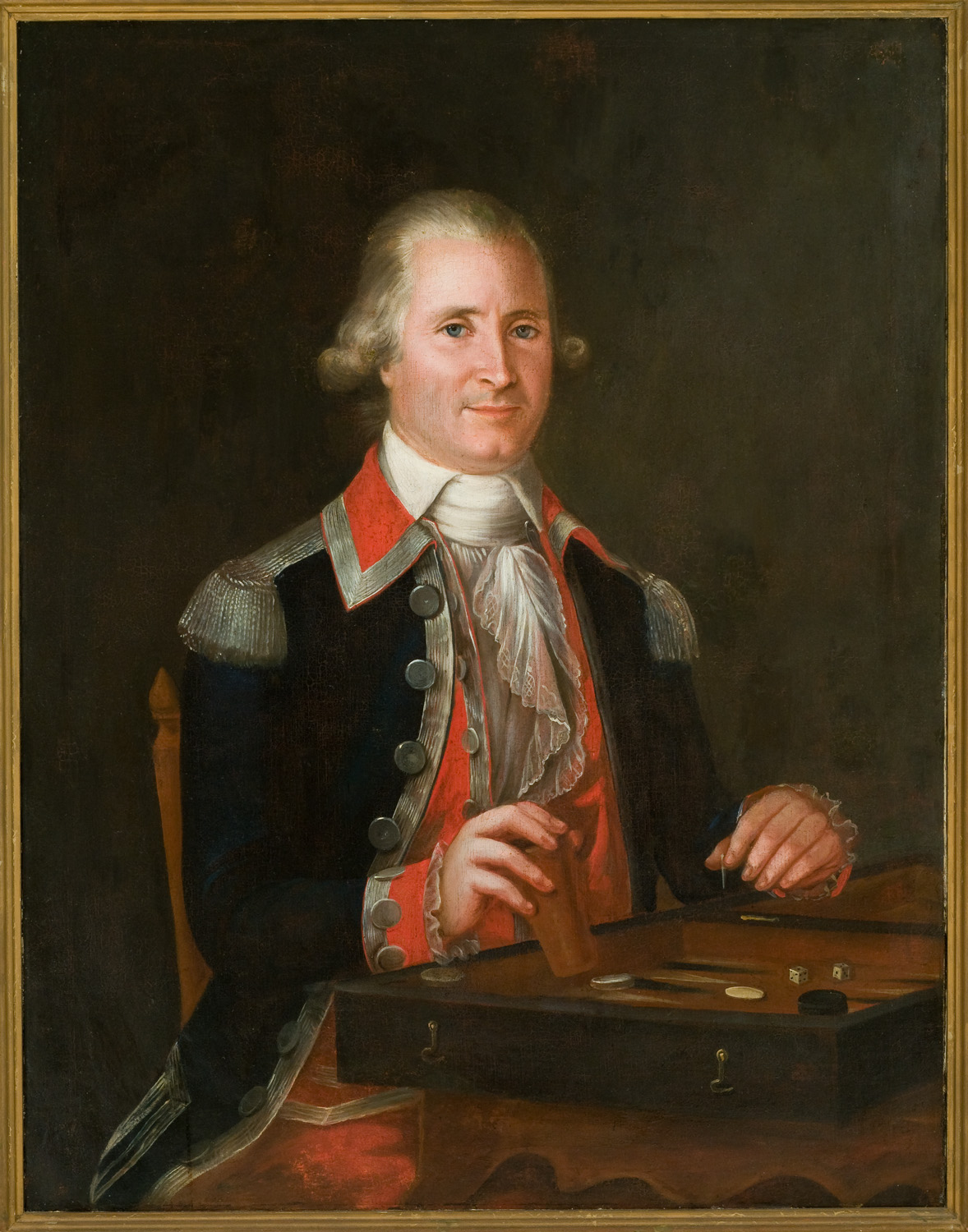
Retrato de Charles Trudeau, c. 1800
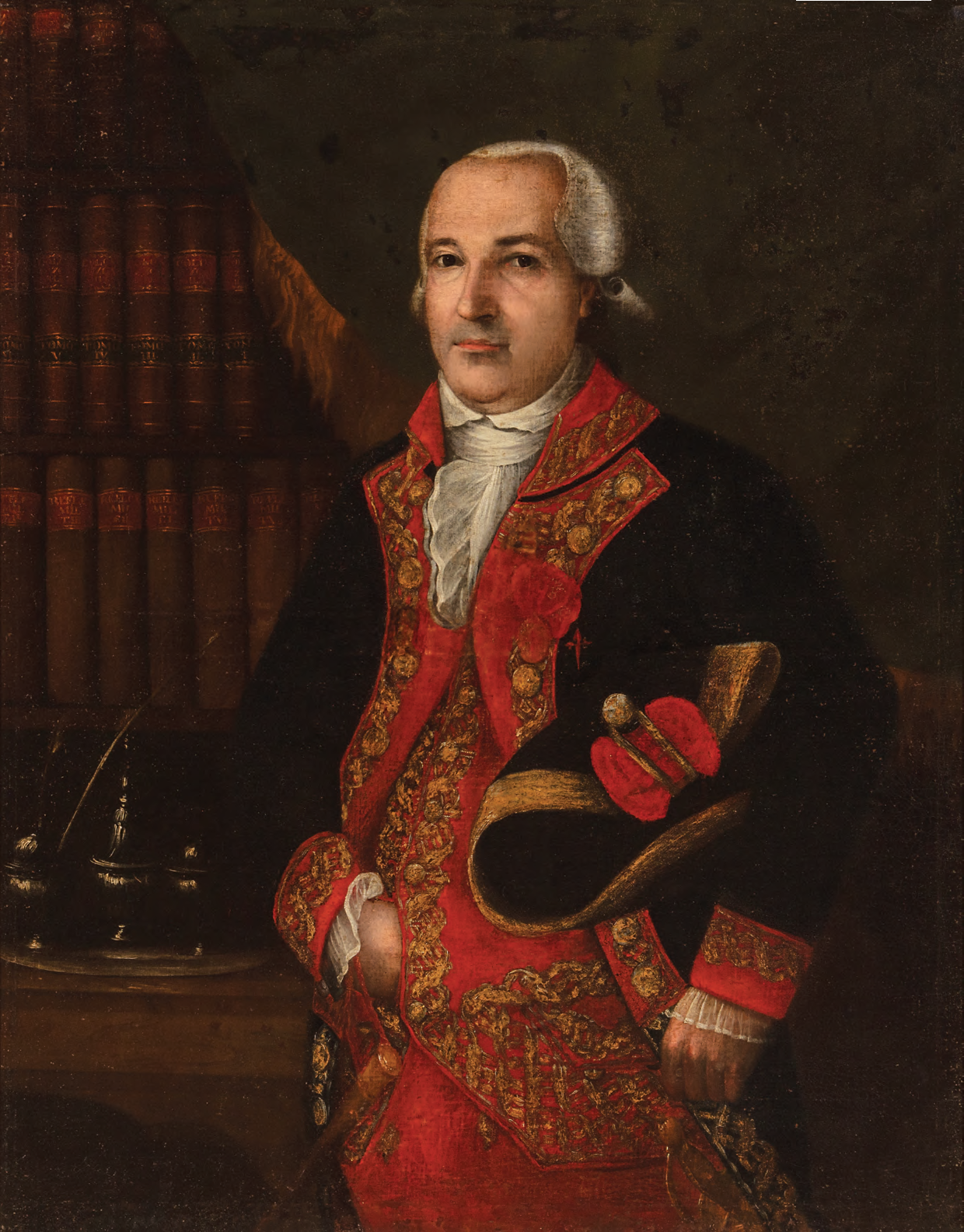
Retrato de Sebastián Calvo de la Puerta, c. 1800